# Stephenia asboloplintha
Stephenia asboloplintha is een vlinder uit de familie van de Nymphalidae. De wetenschappelijke naam voor deze soort is voor het eerst voorgesteld als Acraea asboloplintha door Ferdinand Karsch in een publicatie uit 1894.

## Verspreiding
De soort komt voor in de bossen van Congo-Kinshasa, Oeganda, Kenia, Burundi, Rwanda en Tanzania.

## Waardplanten
De rups leeft op soorten van de passiebloemfamilie (Passifloraceae) waaronder Adenia gummifera (Harv.) Harms, Adenia lobata (Jacq.) Engl., Basananthe zanzibarica (Mast.) W.J.de Wilde, Passiflora spec. en op soorten van de wijnstokfamilie (Vitaceae) (Vitis spec.).

## Ondersoorten
- Stephenia asboloplintha asboloplintha (Karsch, 1894)
- Stephenia asboloplintha rubescens (Trimen, 1909) (Kenia ten oosten van de Riftvallei)
  - = Acraea asboloplintha rubescens Trimen, 1909